# Europawahl in Lettland 2024
- SDPS: 1
- P: 1
- LA: 1
- JV: 2
- AS: 1
- NA: 2
- LPV: 1

- S&D: 1
- G/EFA: 1
- RE: 1
- EVP: 2
- EKR: 3
- PfE: 1

Die Europawahl in Lettland 2024 fand am 8. Juni als Teil der EU-weiten Europawahl 2024 statt. Sie war die fünfte Wahl zum Europäischen Parlament. In Lettland wurden 9 der 720 Abgeordneten des Europaparlaments gewählt.

## Ausgangslage

### Scheidendes Parlament
| Fraktion                       | Fraktion                                               | Mandate | Partei            | Partei                               | Mandate |
| ------------------------------ | ------------------------------------------------------ | ------- | ----------------- | ------------------------------------ | ------- |
|                                | Fraktion der Europäischen Volkspartei                  | 3 / 8   |                   | Vienotība                            | 3 / 8   |
|                                | Fraktion der Progressiven Allianz der Sozialdemokraten | 2 / 8   |                   | Sociāldemokrātiskā partija „Saskaņa“ | 1 / 8   |
|                                | Fraktion der Progressiven Allianz der Sozialdemokraten | 2 / 8   | Gods kalpot Rīgai | 1 / 8                                |         |
|                                | Renew Europe                                           | 1 / 8   |                   | Latvijas attīstībai                  | 1 / 8   |
|                                | Europäische Konservative und Reformer                  | 1 / 8   |                   | Nacionālā apvienība                  | 1 / 8   |
|                                | Fraktionslose                                          | 1 / 8   |                   | Latvijas Krievu savienība            | 1 / 8   |
|                                |                                                        |         |                   |                                      |         |
| Quelle: Europäisches Parlament |                                                        |         |                   |                                      |         |

### Listen und Parteien
| N.                                 | Liste | Liste                                                              | Partei                                                             | Partei                                                             | Europapartei | Erstplatzierter in der Liste |
| ---------------------------------- | ----- | ------------------------------------------------------------------ | ------------------------------------------------------------------ | ------------------------------------------------------------------ | ------------ | ---------------------------- |
| 1                                  |       | Sociāldemokrātiskā partija „Saskaņa“                               | Sociāldemokrātiskā partija „Saskaņa“                               | Sociāldemokrātiskā partija „Saskaņa“                               | SPE          | Nils Ušakovs                 |
| 2                                  |       | Jaunā konservatīvā partija                                         | Jaunā konservatīvā partija                                         | Jaunā konservatīvā partija                                         | –            | Tālis Linkaits               |
| 3                                  |       | Nacionālā apvienība „Visu Latvijai!“ – „Tēvzemei un Brīvībai/LNNK“ | Nacionālā apvienība „Visu Latvijai!“ – „Tēvzemei un Brīvībai/LNNK“ | Nacionālā apvienība „Visu Latvijai!“ – „Tēvzemei un Brīvībai/LNNK“ | EKR          | Roberts Zīle                 |
| 4                                  |       | Latvija pirmajā vietā                                              | Latvija pirmajā vietā                                              | Latvija pirmajā vietā                                              | ECPM         | Vilis Krištopans             |
| 5                                  |       | Latvijas attīstībai                                                | Latvijas attīstībai                                                | Latvijas attīstībai                                                | ALDE         | Ivars Ijabs                  |
| 6                                  |       | Centra partija                                                     |                                                                    | Centra partija                                                     | –            | Inna Djeri                   |
| 6                                  |       | Centra partija                                                     | Latvijas Krievu savienība                                          | –                                                                  |              | Inna Djeri                   |
| 7                                  |       | Apvienība Jaunlatvieši                                             | Apvienība Jaunlatvieši                                             | Apvienība Jaunlatvieši                                             | –            | Rūdolfs Brēmanis             |
| 8                                  |       | Apvienotais saraksts                                               |                                                                    | Latvijas Zaļā partija                                              | –            | Reinis Pozņaks               |
| 8                                  |       | Apvienotais saraksts                                               | Latvijas Reģionu apvienība                                         | –                                                                  |              | Reinis Pozņaks               |
| 8                                  |       | Apvienotais saraksts                                               | Liepājas partija                                                   | –                                                                  |              | Reinis Pozņaks               |
| 9                                  |       | Progresīvie                                                        | Progresīvie                                                        | Progresīvie                                                        | EGP          | Elīna Pinto                  |
| 10                                 |       | Tautas varas spēks                                                 | Tautas varas spēks                                                 | Tautas varas spēks                                                 | –            | Valentīns Jeremejevs         |
| 11                                 |       | Kustība Par!                                                       | Kustība Par!                                                       | Kustība Par!                                                       | ALDE         | Ivanna Volochiy              |
| 12                                 |       | Suverēnā vara                                                      | Suverēnā vara                                                      | Suverēnā vara                                                      | ECPM         | Jūlija Stepaņenko            |
| 13                                 |       | Tauta. Zeme. Valsts.                                               | Tauta. Zeme. Valsts.                                               | Tauta. Zeme. Valsts.                                               | –            | Aleksandrs Kiršteins         |
| 14                                 |       | Zaļo un Zemnieku savienība                                         |                                                                    | Latvijas Zemnieku savienība                                        | –            | Harijs Rokpelnis             |
| 14                                 |       | Zaļo un Zemnieku savienība                                         | Latvijas Sociāldemokrātiskā Strādnieku partija                     | SPE                                                                |              | Harijs Rokpelnis             |
| 15                                 |       | Jaunā Vienotība                                                    |                                                                    | Vienotība                                                          | EVP          | Valdis Dombrovskis           |
| 15                                 |       | Jaunā Vienotība                                                    | Lokale Parteien                                                    | –                                                                  |              | Valdis Dombrovskis           |
| 16                                 |       | Stabilitātei!                                                      | Stabilitātei!                                                      | Stabilitātei!                                                      | –            | Ņikita Piņins                |
|                                    |       |                                                                    |                                                                    |                                                                    |              |                              |
| Quelle: Centrālā vēlēšanu komisija |       |                                                                    |                                                                    |                                                                    |              |                              |

## Ergebnis

### Nach Parteien
| Listen                             | Listen                                                             | Stimmen   | %    | Mandate |
| ---------------------------------- | ------------------------------------------------------------------ | --------- | ---- | ------- |
|                                    | Jaunā Vienotība                                                    | 130.236   | 25,0 | 2       |
|                                    | Nacionālā apvienība „Visu Latvijai!“ – „Tēvzemei un Brīvībai/LNNK“ | 114.729   | 22,0 | 2       |
|                                    | Latvijas attīstībai                                                | 48.643    | 9,3  | 1       |
|                                    | Apvienotais saraksts                                               | 42.519    | 8,2  | 1       |
|                                    | Progresīvie                                                        | 38.533    | 7,4  | 1       |
|                                    | Sociāldemokrātiskā partija „Saskaņa“                               | 37.078    | 7,1  | 1       |
|                                    | Latvija pirmajā vietā                                              | 32.018    | 6,2  | 1       |
|                                    | Suverēnā vara                                                      | 13.621    | 2,6  | –       |
|                                    | Zaļo un Zemnieku savienība                                         | 11.849    | 2,3  | –       |
|                                    | Apvienība Jaunlatvieši                                             | 11.065    | 2,1  | –       |
|                                    | Stabilitātei!                                                      | 10.298    | 2,0  | –       |
|                                    | Centra partija                                                     | 8.916     | 1,7  | –       |
|                                    | Jaunā konservatīvā partija                                         | 7.776     | 1,5  | –       |
|                                    | Tauta. Zeme. Valsts.                                               | 3.015     | 0,6  | –       |
|                                    | Tautas varas spēks                                                 | 1.779     | 0,3  | –       |
|                                    | Kustība Par!                                                       | 1.652     | 0,3  | –       |
| Gesamt                             | Gesamt                                                             | 520.350   | 100  | 9       |
|                                    |                                                                    |           |      |         |
| Ungültige Stimmen                  | Ungültige Stimmen                                                  | 876       | 0,2  |         |
| Wähler                             | Wähler                                                             | 521.226   | 33,8 |         |
| Wahlberechtigte                    | Wahlberechtigte                                                    | 1.541.102 |      |         |
|                                    |                                                                    |           |      |         |
| Quelle: Centrālā vēlēšanu komisija |                                                                    |           |      |         |